# Киуза ди Сан Микеле
Киу̀за ди Сан Микѐле (на италиански: Chiusa di San Michele; на пиемонтски: Ciusa, Чуза, на окситански: Kiusa, Киуза, на френски: L'Écluse, Л'Еклюз) е село и община в Метрополен град Торино, регион Пиемонт, Северна Италия. Разположено е на 378 m надморска височина. Към 1 януари 2020 г. населението на общината е 1601 души, от които 157 са чужди граждани.